# خشونت‌های فرقه‌ای در پاکستان
خشونت علیه شیعیان پاکستان عبارت است از خشونت، تهدید و کشتار  شیعیان پاکستان که توسط گروه های افراط گراانجام شده‌است. شیعیان بیش از بیست درصد از جمعیت دویست میلیون نفری پاکستان را تشکیل می دهند. شیعیان در این کشور بسیار پراکنده اند و بیشترین جمیعت آنها در پنجاب و سند زندگی می کند.

## زمینه
مذهب اسلام در زمان پیامبر محمد بوسیله بازرگانان عرب در شبه قاره هند ظهور کرد. دومین هیئت مبلغان مسلمان وارده به سند برای ارزیابی امکان کشور گشایی، توسط یکی از نخستین شیعیان علی، حکیم بن جبله العبدی رهبری میشد.  او در سال ۶۴۴ میلادی به منطقه ای که امروزه قسمتی از استان بلوچستان در پاکستان است، وارد شد و گزارش‌ها ذیل را به خلیفه عثمان فرستاد:
”آب کمیاب است، محصولات نامرغوب و ضعیف، و دزدان جسور هستند.اگر تعداد کمی سرباز اعزام شوند، کشته خواهند شد، اگر تعداد قشون زیاد باشد از گرسنگی خواهند مرد“.
از آن زمان، مسلمانان شیعه در کنار مسلمانان سنی و مردمانی از ادیان دیگر در منطقه ای که امروزه پاکستان است زندگی می کردند.  طبق سوابق تاریخی از نخبگان مسلمان و راویان حدیث پیشین، ده نفر از میان هفتاد مسلمان برجسته قرن هشتم و نهم میلادی با نام خانوادگی سندی (۱۴.۳ درصد از کل افراد) شیعه هستند. حوادث خشونت آمیز علیه آنها نادر بوده، و این نوع سکولاریسم قرون وسطایی توضیح می دهد که چرا شیعیان در همه جای شبه قاره یافت می شوند، و در کنار مردم با دیگر عقاید زندگی می کنند.
اولین حادثه قتل شیعیان در این منطقه قتل عبدالله اشتر، پسر محمد نفس زکیه نوه بزرگ حسن ابن علی و چهارصد نفر از اصحاب وی به دست ارتش خلیفه عباسی منصور در سال۷۶۹ میلادی است.  دومین واقعه از این دست با سرنگونی امپراتوری شیعیان اسماعیلی در مولتان در سال ۱۰۰۵ میلادی توسط محمود غزنوی و تخریب مساجد و کشتار مردم به اوج خود رسید.  سیصد سال بعد، در زمان سلطان فیروز شاه تغلق (۱۳۵۸-۱۳۸۱)، نسخه های خطی مذهبی شیعه در دهلی سوزانده شد، آنها را تحقیر کردند و دور شهر گرداندند و عالمان آنها را ترور کردند.
امپراتوری مغول از نظر برابری مذاهب مثال زدنی بود. اگرچه در این دوره شیخ احمد سرهندی با نوشتن كتابی تحت عنوان "ردِ روافض" سعی در ایجاد هرج و مرج كرد، اما حکومت از هیچ تلاشی برای انجام مسئولیت خود درقبال تامین امنیت جان و مال شهروندان شیعه و اطمینان از آن فروگذار نکرد.  در سال ١٥٨٨، هنگامی که ملا احمد تتوی، روحانی نامدار شیعه در لاهور، ترور شد، اکبر شاہ قاتل وی میرزا فولاد را دستگیر و وی را اعدام کرد. 
سید نور الله شوشتری، یک مجتهد برجسته شیعه ساکن لاهور، در نامه ای بنام ملا قوسی شوشتری از اکبر شاه تمجید کرد و گفت:
(فارسی: شهنشهی که زپاس حمایتش  در هندنبرده شاهد ایمان من تقیه بکار
گرچه قاضی نورالله شوشتری در سال ۱۶۱۰ میلادی در زمان جهانگیر شاه زیر اثر شلاق جان خود را از دست داد، اما علت مرگ وی بیشتر سیاسی بود. جهانگیر از پدرش ناراضی بود.  اکبر به دلیل اعتیاد جهانگیر به شراب، خواست نوه خود را به عنوان جانشین خود معرفی کند. هنگامی که جهانگیر با کور کردن شاهزاده خسرو به قدرت رسید، خواص و اشراف دیوان عدالت اکبر مورد حمله قرار گرفتند و بدین ترتیب قاضی نورالله شوشتری با شلاق عمومی مجازات شد. این تحقیر باعث حمله قلبی شد و شوشتری در دم جان باخت. جهانگیر و شاه جهان نیز پس از اکبر متعهد به صلح کل و زندگی مشترک در امپراتوری بودند.  از این رو، هنگامی که شیخ احمد سرهندی تلاش کرد تا نفرت مذهبی را علیه هندو ھا گسترش دهد، یک سال متحمل حبس شد. در دوره مغول، با این حال، عمده آزار و اذیت شیعیان تحت حکومت اورنگ زیب صورت گرفت.  اورنگ زیب از عالمان مذهبی متعصب بود و در سال ۱۶۸۰ میلادی سلطان نشین های شیعه را در دکن سرنگون کرد، مراکز یادگیری را در آنجا نابود کرد و بزرگداشت محرم را ممنوع کرد.  رهبر (داعیٔ مطلق) شیعیان بوهره، سیدنا قطب خان قطب الدین، به قتل رسید. منطقه سرینگر کشمیر یک استثنا در شبه قاره هند قرون وسطایی است.  در آنجا، علمای سنی و شبه نظامیان داخلی و خارجی در سالهای ۱۵۴۸، ۱۵۸۵، ۱۶۳۶، ۱۶۸۶، ۱۷۱۹، ۱۷۴۱، ۱۷۶۲، ۱۸۰۱، ۱۸۳۱و ۱۸۷۲ میلادی ده قتل عام علیه شیعیان، معروف به ”تاراجِ شیعہ“ انجام دادند، که در طی آن محله شیعیان به یغما رفت، مردم ذبح شدند، زنان مورد تجاوز قرار گرفتند، کتابخانه ها سوزانده شد، اجساد قطع شد و اماکن مقدس آنها تخریب شد.
در عصر قرون وسطی، شیعیان و سنی ها محرم را با هم برگزار می کردند.  پیلی سارت، یک تاجر هلندی که بین سالهای ۱۶۲۰ تا ۱۶۲۷ میلادی در آگره زندگی می کرد، روایتی از افراد حاضر در بزرگداشت محرم را بیان می کند:
"به یاد این فاجعه، آنها تمام شب را برای مدت ده روز گریه می کنند.  زنان به نوحه خوانی و غم و اندوه می پردازند.  این مردان دو تابوت تزئین شده در جاده های اصلی شهر با چراغ های زیادی حمل می کنند.  جمعیت زیادی با فریاد های عزاداری و سر و صدا بسیار در این مراسم شرکت می کنند.  واقعه اصلی در آخرین شب است، وقتی به نظر می رسد که یک فرعون همه نوزادان را در یک شب کشته است.  این غریو و جنجال تا چهلم آن روز ادامه دارد."

### شاه ولی الله

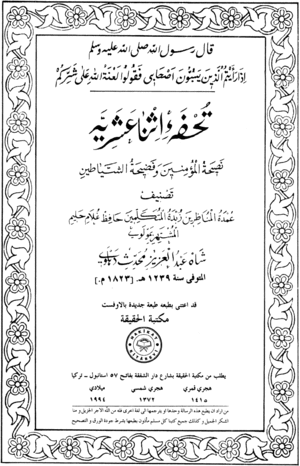
تحفه اثنا عشریه

در قرن هجدهم میلادی، برای حمایت از سران روهیله علیه نوابانِ اود در دربار دهلی، شاه ولی الله (درگذشته ۱۷۶۲ م) و پسرش، شاه عبدالعزیز (درگذشته ۱۸۲۴ م.)، شعله های فرقه گرایی را برافروختند. شاه عبدالعزیز دهلوی کتابی بعنوان "تحفه اثنا عشریه" را علیه فرقه شیعه نوشت، که آیت الله دلدار علی نقوی، محقق شیعه لکهنو، به آن جواب داد.  شاه عبدالعزیز در یکی از نامه های خود سنی ها را از ازدواج با شیعیان، پیشدستی در احوالپرسی و خوردن غذای آنها منع کرده است. 

## انقلاب اسلامی سید احمد بریلوی و اثرات آن
قرن نوزدهم با خشونت گسترده تری آغاز شد.  در سال ۱۸۰۲، ارتش وهابی از منطقه نجد واقع در عربستان سعودی کنونی به شهرهای مقدس کربلا و نجف حمله کرده و زیارتگاه های ائمه را در آنجا تخریب و غارت کرد و پنج هزار مسلمان شیعه را کشت. این فاجعه الهام بخش سید احمد بریلوی (متوفی ۱۸۳۱ م) و شاه اسماعیل دهلوی (متوفی ۱۸۳۱ م) که متعلق به مکتب فکری شاه ولی الله در شبه قاره هند بودند، شد.  آنها، با صدها نفر از فدائیان خود، از سال ۱۸۱۸ میلادی تا ۱۸۲۱ میلادی در منطقه هایی مثل اود، بیهار و بنگال سفر کردند و به حسینیه ها حمله کردند.  پروفسور باربارا میتکاف می نویسد:
"دومین گروهی که مورد حمله سید احمد قرار گرفتند، کسانی بودند که تمایل به عقاید شیعی داشتند. وی به ویژه از مسلمانان خواست تا از حمل تعزیه ها، ماکت هایی از حرم های شهدای کربلا که در دسته های عزاداری حمل می شوند، دست بکشند. محمد اسماعیل دهلوی می نویسد:

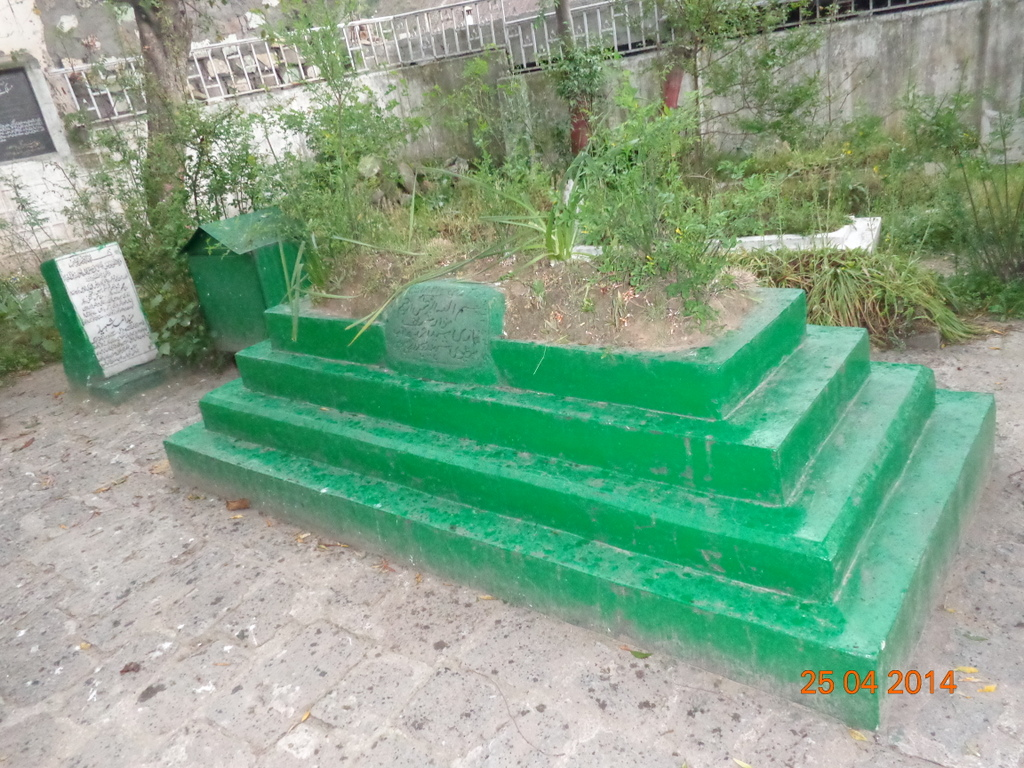
آرامگاه سید احمد بریلوی در بالا کوت، پاکستان

'یک مومن واقعی باید شکستن تعزیه ها به زور را به اندازه شکستن بت ها،  پرفضیلت بشمارد اگر خودش نمی تواند آنها را بشکند، بگذارید به دیگران دستور دهد. حتی اگر این از توان او خارج است، بگذارید حداقل از آنها با تمام قلب و روح خود متنفر باشد و نسبت به آنها نفرت بورزد '.
گفته می شود، بدون شک با اغراق قابل توجهی، خود سید احمد هزاران حسینیه، ساختمانی که میزبان تعزیه هاست را، تخریب کرده است ".
در سال ۱۸۲۷ میلادی، آنها موفق به ایجاد یک دولت افراطی در پیشاور شدند. در مناطق پشتون نشین، آنها فقه حنفی را با عقاید وهابی ترکیب کردند.  آنها علاوه بر حمله به فرهنگ و سنت های پختون، دستور دادند که هر دختری باید پس از اولین دوره ی قاعدگی ازدواج کند.  همراهان سید احمد کسی را که نمی توانست در نماز جماعت شرکت کند شلاق می زدند.  او دختران محلی را مجبور به ازدواج با "مجاهدین" (سربازان شبه نظامی خود) می کرد.  هنگامی که مردم در مناطق پختون به تدریج علیه او شدند، شاه اسماعیل دهلوی گفت:
"از این رو، اطاعت از عالیجناب سید احمد بر همه مسلمانان واجب است.  هرکس در برابر خلافت و رهبری جنابش تسلیم نشود یا پس از ایمان آوردن او را رد کند، مرتد و مرتکب اعمالی شیطانی شده و کشتن او نیز همانند کشتار کافران قسمتی از جهاد است.  بنابراین، پاسخ مناسب به مخالفان پاسخ شمشیر است و نه قلم." 
روحانیون سنتی سنی در پیشاور بر علیه آنها فتوا دادند.  سرانجام، در سال 1831، سید احمد بارلوی و شاه اسماعیل فرار کردند و توسط سیک ها در بالاکوت با کمک پختون های محلی کشته شدند.
گرچه سید احمد بارلوی ترور شده بود، اما آتش فرقه گرایی در بعضی مناطق روشن شده بود. گزارش ۲۲ مارس ۱۸۴۰ روزنامه "دهلی اردو اخبار" درباره چنین بحث هایی را ببینید.
"شنیده شده که علی رغم اینکه روز هولی در دهم محرم بوده، به دلیل مدیریت فوق العاده توسط دادستان منطقه، وقایع با آرامش سپری شده.  هیچ شورشی وجود نداشته. محل خانم آمیر بیگم، بیوه شمس الدین خان، جایی که برخی از اهل تسنن قصد حمله به اجتماع بزرگداشت محرم و دسته تعزیه را داشتند، مکشوف شده اما این خبر به قاضی رسیده.  گفته می شود هنگامی که عالیجناب وی شب قبل از واقعه برای گشت زنی از خواب بیدار شده، از کلانتری بازدید کرده و به شدت به رئیس زندان و پلیس که مسئول بودند، اصرار کرده که هیچ فرد خارجی اجازه ورود به مجاورت خانه را نداشته باشد. از این رو مقدمات مناسبی در نظر گرفته شده و حتی یک کلمه مبنی بر مشاجره و درگیری نیز شنیده نشده".
آن روزها از کلمه "وهابی" برای پیروان سید احمد بارلوی و شاه اسماعیل دهلوی استفاده می شد.  بعداً، این مکتب فکری به دو شاخه دیوبندی ها و اهل حدیث تقسیم شد که ایدئولوژی دیوبندی بیشتر به آیین سید احمد نزدیک بود.  در فرهنگ های انگلیسی، اطلاعاتی راجع به حضور وهابی ها در مناطق پاکستان امروزی تهیه شده است.  جدول زیر اطلاعات مربوط به این روزنامه ها را نشان می دهد.
| سال     | ناحیه   | حضور وهابی |
| ------- | ------- | ---------- |
| 1897–98 | پیشاور  | 0.01%      |
| 1883–84 | شاه پور | 0.07%      |
| 1883–84 | جهنگ    | 0.02%      |
| 1893–94 | لاهور   | 0.03%      |

در حالی که این ارقام نشان دهنده تبلیغ مجدد و جدیِ ایدئولوژی سید احمد بارلوی و شاه اسماعیل دهلوی در آن عصر است، اما تعداد مذکور جمعیت کمتری از جمعیت واقعی را تخمین می زند، زیرا وهابی ها هویت خود را پنهان می کردند، همان‌طور که روزنامه نگار لاهور یادآور می شود:
وهابی ها آمار بسیار کمی از تعداد واقعی شان را اعلام میکنند.  احتمالاً بسیاری از محمدیان که وهابی بودند، ترجیح داده اند وهابی بودنشان را فاش نکنند.

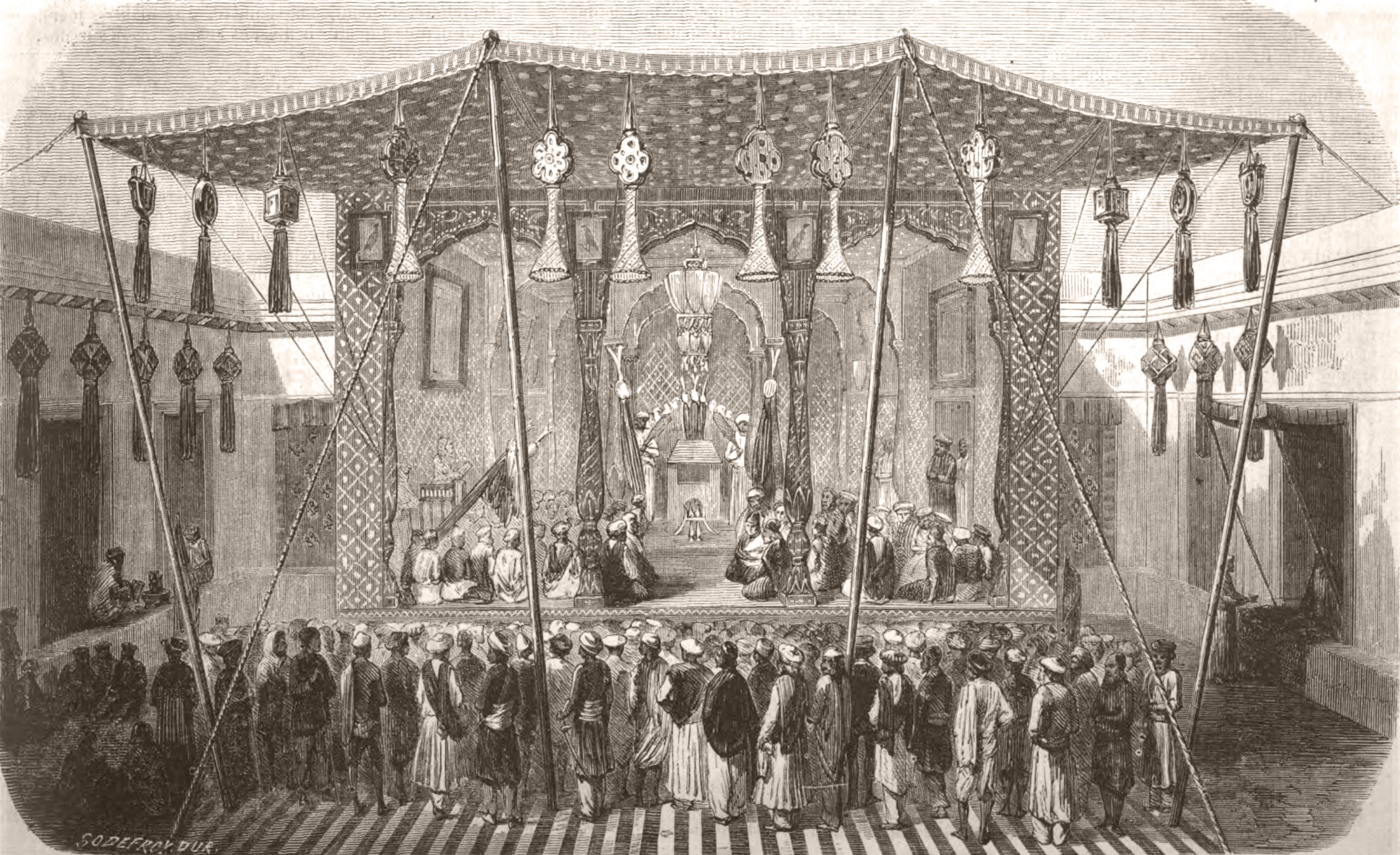
سال ۱۸۵۷ میلادی: مراسم عزاداری در شهر لاهور

كنهیا لعل در كتاب "تاریخ لاهور" خود كه در سال ۱۸۸۴ میلادی منتشر شد، می نویسد:
"در سال 1849، این خانه (کربلای گامی شاه) ویران شد. در دهم محرم، هنگامی که اسب حسین بیرون آمد، درگیری شدیدی بین شیعه و سنی در حوالی دروازه شاه عالمی رخ داد. در آن روز، ملت سنی ساختمانهای داخل محوطه را تخریب کردند.  مناره های امامزاده ها نیز تخریب شد و چاه آب با آجر پر شد. گامی شاه را چنان کتک زدند که بیهوش شد.  سرانجام، هنگامی که جانشین رئیس پلیس ادوارد، گروهی سواره نظام را از کانتون آنارکلی احضار کرد، مردم پراکنده شدند.  و کسانی که دستگیر شدند نیز به مجازات محکوم شدند."

### ضد تشیع مدرن
توجه به این نکته که در آغاز قرن بیستم میلادی، هنوز گروه های ضد شیعه کم تعداد بودند و نفوذ کمی داشتند بسیار مهم است.  پروفسور مشیرالحسن می گوید:
"روابط شیعه و سنی بر اساس خطوط فرقه ای شکل نگرفته بود.  برخی از افراد از تعصبات فرقه ای حمایت میکردند، اما اکثر آنها آگاهانه در برابر تلاش برای ایجاد شکاف در مدل زندگی اجتماعی و فرهنگی کاملاً متحد و با توافق مقاومت می کردند.  صرف نظر از جدال علما و مبلغین دوره گرد، پیوندهای دوستی و تفاهم دست نخورده باقی ماند زیرا شیعیان و اهل تسنن از همه طبقات دارای زبان، ادبیات و میراث فرهنگی مشترکی بودند. احتمالاً به همین دلیل است که شرر (عبد الحلیم شرر)، اگرچه با اغراق، مشاهده کرد که در لکنو، هرگز مشخص نبوده چه کسی شیعه و چه کسی سنی است."
با ورود فناوری های مدرن (به عنوان مثال چاپخانه، تلگراف و راه آهن)، دهه های آخر قرن نوزدهم شاهد تغییرات وسیع اجتماعی بود.  باربارا میتکاف و توماس میتکاف این تغییرات را به شرح زیر شرح می دهند:
"دهه های پایانی قرن نوزدهم (میلادی)، نشان دهنده اوج نظام شاهنشاهی انگلیس بود که چارچوب سازمانی آن پس از سال ۱۸۵۷ شکل گرفته بود. و همچنین، این دهه ها نشانگر فراوانی و گسترش سازمان های خیریه و خصوصی بود.  افزایش چشمگیرانتشارات یا روزنامه ها، جزوات و پوسترها؛ و نوشتن داستان و شعر و توام با نوشته های غیر داستانی سیاسی، فلسفی و تاریخی. با این حرکت، سطح جدیدی از زندگی اجتماعی ظهور کرد، از جلسات و موکب ها گرفته تا تئاتر سیاسی در خیابان، شورش ها و تروریسم."
این تغییرات به پیروان سید احمد بریلوی برای افزایش نفوذشان کمک کرد.  مشیرالحسن می گوید:
"اغتشاشات فرقه ای در لکنو در دهه های ۱۸۸۰ و ۱۸۹۰ میلادی و در سال ۱۹۰۷ آغاز شد. در آوریل ۱۹۰۷ از گوهر شاهوار گزارش شد، وضعیت تنش بین سنی ها و شیعیان لكنو به اوج خود رسیده است. اله آباد، بناراس و جونپور شاهد خشونت های گسترده بودند. که آغازگر نزاع هایی در مقیاس کوچک در یک چهارم پایانی قرن نوزدهم شد، بسیاری از آنها که به دلیل فهرست شدن در طبقه مسائل جامعه بومی، مشکلات مذهبی و اجتماعی، در برگزیده های روزنامه های محلی، نادیده گرفته شد به جنگ های خونین بین بسیاری از مردم منتهی شد، و لکهنو و مناطق همجوارش را تبدیل به ظرفی برای جنگ های فرقه ای کرد."
او ادامه می دهد:

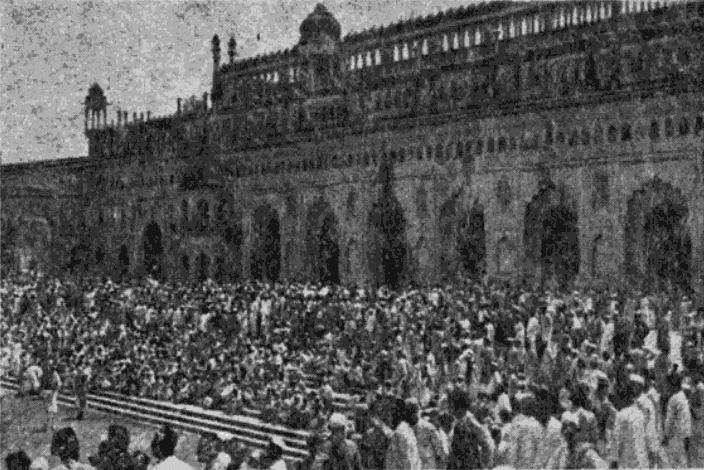
سال ۱۹۳۹ میلادی: تجمع شیعیان در جلوی حسنیه آصف الدوله لکهنو برای اعتراض علیه مدح صحابه در روز عاشورا

"وضعیت در ماه های مه و ژوئن ۱۹۳۷ هنگامی که اوباش شوریده در لکهنو و قاضی پور دست به اغتشاش زدند، به خشونت کشیده شد. محرک اغتشاش در قاضي پور، يك حزب اهل سنت از جائونپور بود.  اوباش خشمگین املاک را سوزانده و غارت کردند. آنها خودسرانه دست به کشتار زدند.  تابستان نارضایتی، بصورت نزاع فرقه ای که به یک اتفاق روزمره در زندگی اهل لکنو ها تبدیل شده بود و تا آن زمان خفته می نمود، پدیدار شد. طی دو سال بعد مشکلات بیشتری وجود داشت، که با صدور رای علیه مده صحابه توسط کمیته ای تعیین شده توسط دولت به وجود آمد. محشری بپا شد.  حسین احمد مدنی (۱۸۷۹-۱۹۵۷)، رئیس حوزه علمیه ای پرآوازه در دیوبند به همراه دیگر رهبران جامع العلما ناگهان وارد معرکه شدند.  او حامی نافرمانی های مدنی بود.  هزاران نفر به ندای وی لبیک گفتند و به استقبال حبس و بازداشت رفتند. اگرچه طرفدار پرشور ملی گراییِ سکولار و منتقدِ معتقدِ "نظریه دو ملت" بود، اما آشکارا احساسات فرقه ای را برانگیخت.  وی در جلسه ای عمومی در لكنو در ۱۷ مارس ۱۹۳۸ سخرانی کرد و به همراه رهبر فتنه گر دارالمبلغین، مولوی عبدالشكور، و مولوی ظفرالملك، رهبر نمایندگان مدح صحابه در لكنو، بر روی منبر رفت." 
پیش از این در سال ۱۹۴۰، یک بمب بر روی دسته ی عزاداری رها شد. هالیستر در مورد مسائل امنیتیِ محرمِ سال ۱۹۴۰ میلادی گزارش می دهد:
"تعداد درگیری ها بین اهل سنت و شیعیان در ماه محرم کم نیست.  دسته های عزاداری در شهرها به وسیله پلیس که در کنار خطوط منظم عزاداران حضور دارند، همراهی می شود. توضیحات زیر از یک روزنامه شرایطی غیرعادی را بیان می کند. گزارشات دربردارنده آن است  که چه اتفاقاتی رخ می دهد اگر دولت موفق به کنترل وضعیت نشود:
«اقدامات مناسب از بروز حوادث جلوگیری میکند»، «محرم بدون آشوب گذشت»، «همه مغازه ها  برای جلوگیری از بروز حوادث تعطیل ماندند»،  «چند زن به نشانه مخالفت با عزاداران در آخرین مراسم، اقدام به تظاهرات مسالمت آمیز در طول مسیر بیست مایلی تا اله آباد کردند»،  «آنها به عبور دسته عزاداری از مزارع خود اعتراض دارند»، «پلیس اقدامات امنیتی زیادی را برای جلوگیری از نقض صلح انجام داد» ،  بعد از حمله پلیس به یکی از مراسم های عزاداری موسوم به حنابندان علی اکبر، مسلمانان امروز عزاداری را متوقف کردند»، «هیچ دسته ی تعزیه ای امروز بیرون نیامد»، «داد و ستد به صورت معمول در محلات هندو در جریان بود »، «پرتاب بمب بر سر عزاداران»
تمام این اغتشاشات از اختلافات مذهبی سرچشمه نمی گرفت، اما این اختلافات آغازگر بسیاری از درگیری ها بود. بردوود میگوِید در بمبئی، که معمولا چهار روز اول محرم را به بازدید از تابوت خانه های (مربوط به عزاداری در شبه قاره هند) یکدیگر اختصاص می دهند، زنان و کودکان و همچنین مردان و اعضای سایر جوامع، بجز سنی ها حضور می یافتند – عدم پذیرش سنی ها در این مراسم به خاطر احتیاط و دستور پلیس بود."
حوادث مشابهی در دره تیراه در مناطق عشایری هم مرز با افغانستان در حال اتفاق افتادن بود. غنی خان گزارش می دهد:
"به کسانی که شیعیان را کشتند قول بهشت و حوریه داده شده است.  سکه های طلا  و وعده ی حوریان بهشتی برایشان آنقدر وسوسه انگیز بود که اسلحه های خود را برداشته و به جستجوی بهشت رفتند. سپس وحشتناک ترین نابودی نه تنها برای شیعیان بلکه برای گاوها و درختان متعلق به آنان را به دنبال داشت. دره هایی که شیعیان در آن زندگی می کردند ویران شد. میلیون ها درخت میوه، چنار های صد ساله و درخت زارهای بادام بریده شد. شیعیان بیش از حد درهم شکسته و پریشان بودند و نتوانستند به امان الله شاه کمک کنند."
مشیرالحسن این ضد شیعه گرایی مدرن را به شرح زیر تحلیل می کند:
"فرقه گرایی در دهه ۱۹۳۰ میلادی ماهیتی متمایز داشت.  بحث ها دیگر محدود به "خلافت" نبود. و همچنین بحث های قدیمی دیگر به مردان فرهیخته و علما از هر دو طرف، محدود نبود.  در واقع انرژی آزاد شده در طول این دهه ها، با تحریک سازمان های تازه تاسیس، در کنار متفاوت بودن جهان بینی سنی و شیعه، ساختار روابط اجتماعی را تغییر داد. آنها در طولانی مدت از طریق شبکه های اجتماعی، فرهنگی و اقتصادی فشارهای شدیدی را بر کلیت عقاید اکثریت مردم تحمیل کردند. مردم به شکستن هنجارهای سنتی و ساماندهی خود به عنوان موجودی فردی در تقابل با "دیگران" تشویق می شدند. حملات احساسی، شدت و عمق درگیری های فرقه ای، رقابت و عداوت ها را عمیق تر کرد."
در جریان جنبش پاکستان، تلاش هایی توسط روحانیون دیوبندی متحد حزب کنگره ملی هند برای رد صلاحیت محمد علی جناح برای رهبری سیاسی حزب مسلم لیگ، بخاطرعقاید شیعی وی صورت گرفت.  اما این روحانیون به دلیل ضعف در برنامه سیاسی شان و سابقه ارتکاب اعمال حماقت آمیز در "جنبش خلافت" نتوانستند حمایت مسلمانان را جلب کنند. مسلم لیگ موفق شد توده های مردم مسلمان را متقاعد کند که کنگره قصد دارد با تحریک فتنه های شیعه و سنی، مسئله حقوق اساسی مسلمانان را به عقب براند.  در طول جنگ جهانی دوم، خشونت های ضد شیعه به‌طور قابل توجهی کاهش یافت، زیرا بحث در مورد آینده هند پس از استقلال توجه همه را به خود معطوف کرده بود.  با این حال، در سال ۱۹۴۴، یک سازمان دیوبندی بنام "تنظیم اهل سنت" در امرتسر که اکنون پنجاب هند است راه اندازی شد که فقط به حمله به شیعیان توجه داشت.

## شیعه کشی در پاکستان
پس از تشکیل پاکستان در سال ۱۹۴۷، شاگردان مولوی حسین احمد مدنی، معمار شورش های شیعه و سنی در لکهنو، به پاکستان مهاجرت کردند و از شهر به شهر دیگر شروع به تبلیغ و مبارزه کردند.  روحانیون دیوبندی مثل مولوی نورالحسن بخاری، مولوی عبدالستار تونسوی، مولوی سرفراز خان صفدر، مولوی دوست محمد قریشی، مولوی عبدالحق حقانی و مولوی مفتی محمود در این جریان نقش اصلی را داشتند. در سال ۱۹۴۹ میلادی در نارووال به عزاداران حمله شد. سال ۱۹۵۱ در انتخابات مجمع پنجاب، مبارزاتی علیه نامزدهای شیعه به دلایل فرقه ای آغاز شد و آنها کافر اعلام شدند.  در سال ۱۹۵۵، دسته های عزاداری و "حسنیه ها" در ۲۵ نقطه در پنجاب مورد حمله قرار گرفتند که صدها نفر در این ماجرا زخمی شدند.  در همان سال، یک روحانی اهل سنت در کراچی شایعه ای را منتشر کرد که شیعیان هر ساله یک کودک سنی را ذبح می کنند و گوشت وی را به غذاهایی که در ماه محرم سرو می کنند اضافه می کنند.  در نتیجه، یک حسینیه بلتی در کراچی مورد حمله قرار گرفت و دوازده نفر به شدت زخمی شدند.
در سال ۱۹۵۷، سه عزادار در حمله ای به دسته های عزاداری محرم در روستای سیت پور (در ناحیه مظفرگر) جان خود را از دست دادند. یک هیئت قضایی توسط دولت تشکیل شد و پنج تروریست که در این حادثه نقش داشتند به اعدام محکوم شدند.  در همان سال، طی پرتاب سنگ به دسته عزاداری در احمدپور شرقی، یک نفر کشته و سه نفر دیگر به شدت زخمی شدند.  در ژوئن ۱۹۵۸، آقا محسن، روحانی شیعه، در بهکر ترور شد.  قاتل در اعتراف خود متذکر شد که یک سخنرانی از مولوی نورالحسن بخاری که در آن قاتل شیعیان، با غازی علم الدین مقایسه شده و بهشت برایشان تضمین شده بود، او را به ارتکاب این جنایت تحریک کرده است. مولوی نورالحسن بخاری مجازات نشد، که این باعث تشویق علمای آشوبگر شد.

### قتل عام تیرهی
سال ۱۹۶۳ میلادی خونین ترین سال در اوایل تاریخ پاکستان بود. در تاریخ ۳ ژوئن ۱۹۶۳، در لاهور، دسته عزاداری در باتی گیت با سنگ و چاقو مورد حمله قرار گرفت و دو عزادار کشته و حدود صد نفر زخمی شدند. عزاداران در کویته، چکوال و نارووال نیزمورد حمله قرار گرفتند.  بدترین حمله تروریستی در روستای تیرهی در ناحیه خیرپور در ایالت سند، معروف به "قتل عام تیرهی" رخ داد.  طبق آمار رسمی، ۱۲۰ نفر از عزادار در عاشورا با تبر و چاقو و شمشیر ذبح شدند. تروریست ها حسینیه را آتیش زدند. در ۱۶ ژوئن، رهبران دیوبندی، مفتی محمود، شورش کشمیری و مولوی غلام غوث هزاروی از جمعیت علمای اسلام (JUI) در لاهور جلسه ای در حمایت از این قتل عام برگزار کردند و قربانیان این قتل را مقصر دانستند و خواستار ممنوعیت مراسم محرم شدند.

### دوران ذوالفقار علی بوتو
مهمترین تحول دهه شصت میلادی موج سوسیالیسم بود که تأثیر سیاسی علمای حنفی را کاهش داد. البته باز در ۲۶ فوریه ۱۹۷۲، در عاشورا در دیره غازی خان سنگ اندازی شد. در ماه مه ۱۹۷۳، محله شیعیان گوبند گر در منطقه شیخوپورا مورد حمله گروههای دیوبندی قرار گرفت. در پاراچنار و گلگت نیز درگیری وجود داشت. در سال ۱۹۷۴ میلادی، مردان مسلح دیوبندی در گلگت به روستاهای شیعه حمله کردند. در ژانویه ۱۹۷۵ چندین حمله به مراسم عزاداری محرم در شهر های کراچی، لاهور، چکوال و گلگت صورت گرفت. در یک روستای بابو سابو در نزدیکی لاهور، سه شیعه کشته و بسیاری مجروح شدند.

## سپاه صحابه
هنگامی که ژنرال ضیا الحق، که پیروی ایدئولوژی سید قطب و ابو الاعلی مودودی بود، در ژوئیه ۱۹۷۷ میلادی حکومت نظامی وضع کرد، سیاسیون مذهبی روحیه تازه ای پیدا کردند و در محرم بعدی در فوریه ۱۹۷۸ میلادی، ۸ شیعه در لاهور و ۱۴ نفر در کراچی کشته شدند. چنین حوادثی در دوره تصدی ژنرال ضیا و بعد از آن افزایش یافتند. تنظیم اهل سنت با نام جدید"سپاه صحابه" احیا شد. و شیعه ستیزی به عنوان یک ایدئولوژی سیاسی با اهدافی دنیوی برای تبدیل پاکستان به یک مدینه فاضلهی فاشیسمی دیوبندی، نظریه پردازی شد. در دهه ١٩٩٠ میلادی مساجد شیعه به میدان‌ها کشتار تبدیل شدند. کلاشینکف و نارنجک به لطف طالبان افغانستان به راحتی در دسترس تروریست ها بود.
پس از حمله آمریكا به افغانستان در سپتامبر ۲۰۰۱ میلادی، مفتی نظام الدین شامزی، زعیم حوزه علمیه بنوری در كراچی، فتوای جهاد علیه دولت پاکستان را صادر كرد. طبق این فتوا، انواع خشونت توجیه پذیر بود. برای پیروی از دستورها وی، یک گروه تروریستی به نام تحریک طالبان پاکستان در مناطق عشایری پشتون ظهور کرد و خشونت های ضد شیعه به حملات انتحاری تبدیل شد. خیابان ها و بازارهای پاکستان در شعله های آتش فرو رفته و غرق خون شدند. طبق آمار، در چهل سال گذشته حدود سی هزار نفر از شیعیان کشته شده اند. در یک جزوه توزیع شده توسط شاخه ستیزه جویان سپاه صحابه آمده است:
"همه ی شیعیان سزاوار مرگ هستند. ما پاکستان را از شر افراد نجس پاک خواهیم کرد. پاکستان به معنای "سرزمین پاکان" است و شیعیان حق زندگی در این کشور را ندارند. ما حکم و امضاهای علمای بزرگوار را داریم، که شیعه را کافر اعلام می کنند. همانطور که همرزمان ما، جهاد موفقیت آمیز علیه شیعیان هزاره در افغانستان را راه انداخته اند، ماموریت ما در پاکستان نیز پاک کردن این فرقه نجس و پیروان آن از هر شهر، روستا و جای جای پاکستان است.

مانند گذشته، جهاد موفقیت آمیز ما علیه هزاره ها، در پاکستان و به ویژه در کویته ادامه دارد و در آینده نیز ادامه خواهد داشت. ما پاکستان را به گورستان شیعیان هزاره تبدیل خواهیم کرد و خانه های آنها توسط بمب ها و بمب گذاران انتحاری تخریب خواهد شد. ما فقط زمانی استراحت خواهیم کرد که بتوانیم پرچم اسلام واقعی را در این سرزمین پاک به اهتزاز درآوریم. جهاد علیه شیعیان هزاره اکنون وظیفه اصلی ما شده است".
عباس زیدی می گوید که در مورد خشونت علیه جامعه شیعه، هم مراکز رسانه های دولتی و هم رسانه های خصوصی در پاکستان، سیاست توجیه و انکار را در پیش گرفته اند. او میگوید: "رسانه ها قتل شیعه را به یکی از سه روش گزارش می دهند: یا انکار میکنند، یا تیره و تار و مبهم میکنند و یا توجیه میکنند. منظور من از انکار این است که رسانه ها به صراحت یا بطور ضمنی ادعا می کنند که نه شیعیان بلکه "مردم"، "مردان"، "زائران" یا اقلیت "هزاره ها"  کشته شدند. این اتفاق زمانی می افتد که رسانه ها یا اصلاً قتل شیعیان را گزارش نکنند یا به عمد هویت مذهبی قربانیان شیعه را پنهان کنند. منظور من از مبهم کردن این است که رسانه ها قتل شیعیان را از منظر دوقطبی شیعه-سنی به  تصویر می کشند که در آن نشان داده می شود هر دو فرقه به یک اندازه در خشونت نقش دارند. منظور من از توجیه این است که رسانه ها شیعیان را به عنوان بدعت گذاران، اهانت کنندگان به مقدسات و عوامل تحریک کننده ای معرفی می کنند که به نمایندگی از قدرت های خارجی فعالیت می کنند و بنابراین مستحق خشونت هایی هستند که علیه آنها اعمال می شود."
خالد احمد فکر می کند که درمیان صاحبان مراکز رسانه ای، که اکثر شان سنی هستند، احساس شرمی وجود دارد که آنها را از حق گویی و صحبت صریح در مورد این مسئله بازمی دارد.